# ドイチェ・ヴォーネン
ドイチェ・ヴォーネン（ドイツ語: Deutsche Wohnen SE）は、ドイツ・ベルリンに本社を置き、住宅の販売・賃貸や管理を行っている不動産会社。ドイツで2位の市場シェアを持つが、首位のヴォノヴィアが株式の8割以上を保有している。フランクフルト証券取引所上場企業（FWB: DWNI）。

## 沿革
ドイチェ・ヴォーネンは1998年、ドイツ銀行の子会社として設立された。1999年11月に株式上場を行い、フランクフルト・アム・マインを拠点とし、ライン＝マイン地方とラインラント＝プファルツ州を中心に主に同銀行員向けの住宅提供を行っていたが、2006年7月、同銀行のグループを離れ独立した企業となった。
一方、1924年にベルリンで住宅供給公社のGEHAGが設立され、同公社は20世紀を通じ、ベルリン地域で約10万軒のアパートを提供していたが、1998年に株式の4分の3を公開、2005年にアメリカの投資会社Oaktree Capital Managementが株式の8割以上を買収していた。
2007年、ドイチェ・ヴォーネンとGEHAGが合併し、現在のドイチェ・ヴォーネンの母体となった。2013年、ベルリンを拠点とするGSWイモビリエン（GSW Immobilien AG）を株式交換により買収して子会社とし、首都地域におけるシェアを拡大、続いて2015年、同業大手のLEGイモビリエンとの経営統合を発表するも、ヴォノヴィアがドイチェ・ヴォーネンに敵対的買収を仕掛けたため頓挫した。2021年5月と8月にヴォノヴィアはドイチェ・ヴォーネンに株式の過半数の取得を相次いで提案、8月にドイチェ・ヴォーネンの株主の6割が賛同したためにこの取引は成立し、同社が株式の8割以上を保有することとなった。
資産の約7割がベルリン都市圏であるほか、ルール地方、ドレスデン、ライプツィヒ、ハノーファー各都市圏などに資産を持つ。

## 世界遺産
ヴァイマル共和国時代にGEHAGが提供したジードルング（集合住宅）中、グロースジードルング・ブリッツ（Hufeisensiedlung）、ヴォーンシュタット・カール・レギーン（Wohnstadt Carl Legien）、グロースジードルング・ジーメンスシュタット（Großsiedlung Siemensstadt）、およびヴァイセ・シュタット（Weiße Stadt）は、2008年7月、ユネスコから「ベルリンのモダニズム集合住宅群」の構成要素として、世界遺産に指定されている。